# Hermann Hoth
Hermann Hoth (Neuruppin, 12 aprile 1885 – Goslar, 25 gennaio 1971) è stato un generale e criminale di guerra tedesco, che prestò servizio nella Wehrmacht durante la seconda guerra mondiale.
Ufficiale molto esperto e risoluto, si dimostrò uno dei più abili comandanti di forze corazzate della Wehrmacht; dal 1939 fino al novembre 1943 guidò ininterrottamente Panzer-Division, Panzerkorps e Panzerarmee su tutti i fronti conseguendo spesso grandi successi e dimostrando sempre capacità, preparazione e spirito combattivo sia nella vittoria che nella sconfitta.

## Biografia

### Gli inizi
Nato nel 1885 a Neuruppin, non lontano da Berlino, in una famiglia di solide tradizioni militari, il padre era infatti un ufficiale medico dell'esercito prussiano, anch'egli intraprese la carriera militare, entrando dapprima nei ranghi della fanteria imperiale e, successivamente, nel corso della prima guerra mondiale, in quelli più ristretti dello Stato maggiore generale. Al termine del conflitto, dopo essersi messo in luce come ufficiale capace e tenace, entrò nella Reichswehr, al cui interno ricoprì vari incarichi, sia di reparto che di Stato Maggiore, salendo pian piano la scala gerarchica sino ad ottenere, tra il 1935 e il 1938, il comando della 18. Divisione di fanteria di stanza a Legnica.
Il 10 novembre 1938, dopo essere stato promosso generalleutnant, assunse il comando del XV Corpo motorizzato, di base nell'Alta Slesia, con cui prese parte, l'anno successivo, alle dipendenze della 10ª Armata del generale Walter von Reichenau, all'invasione della Polonia, venendo anche decorato con la Croce di Cavaliere della croce di ferro.

### Guerra lampo
Trasferito alle truppe corazzate, nel maggio del 1940, alla testa prima del XV Panzerkorps, poi del cosiddetto Panzergruppe Hoth (comprendente la 5. Panzer-Division del generale Max von Hartlieb e la 7. Panzer-Division del generale Erwin Rommel), prese parte all'invasione della Francia, contribuendo in maniera decisiva alla vittoria tedesca, in particolare con la "corsa", dopo il riuscito attraversamento delle Ardenne, delle sue divisioni corazzate oltre la Mosa, e con la travolgente avanzata, durante il Fall Rot, fino in Normandia e Bretagna. Promosso generaloberst il 19 giugno 1940, venne quindi destinato al Fronte Orientale per prendere parte all'Operazione Barbarossa.
Alla guida del III. Panzergruppe (comprendente inizialmente il XXXIX. Panzerkorps del generale Rudolf Schmidt e il LVII. Panzerkorps del generale Adolf Kuntzen, dotati di 840 carri armati, tra cui una grossa percentuale di mezzi di origine cecoslovacca), come parte del Gruppo d'armate Centro, a partire dal giugno 1941 fu impegnato inizialmente in Bielorussia: durante le prime fasi dell'invasione le esperte forze corazzate sotto il suo comando si distinsero per rapidità e slancio marciando audacemente in direzione di Minsk, dopo aver respinto ad Alytus e a Hrodna i disperati contrattacchi delle riserve meccanizzate sovietiche. Già il 26 giugno la 20. Panzer-Division entrò a Minsk precedendo le unità corazzate del II. Panzergruppe del generale Heinz Guderian, mentre la famosa 7. Panzer-Division, dopo essere stata contrattaccata il 6 luglio a Lepel' dal 5º Corpo meccanizzato, proseguì verso Vicebsk, che venne occupata il 10 luglio, sempre in collaborazione con la 20. Panzer-Division.
Per questi brillanti successi il generale Hoth venne insignito delle Foglie di Quercia della Croce di Cavaliere (17 luglio 1941). A seguito del cambiamento della strategia tedesca, venne dirottato dapprima a nord, verso Demjansk (19 luglio), quindi nuovamente verso sud (settembre), infine, nel pieno delle operazioni per l'accerchiamento e l'occupazione di Vjaz'ma, fu costretto a rimpiazzare il generale Carl-Heinrich von Stülpnagel al comando della 17ª Armata di stanza in Ucraina (4 ottobre).

### Disastro a Stalingrado
Il 1º giugno 1942 Hoth venne trasferito al comando della 4. Panzerarmee, che era in fase di riorganizzazione nel settore di Kursk per prendere parte alla prevista operazione Blu, la nuova grande offensiva estiva tedesca sul fronte orientale. Dal 28 giugno 1942 Hoth guidò con abilità ed energia le sue potenti forze corazzate, costituite da tre Panzer-Division e tre divisioni motorizzate con oltre 500 carri armati in totale. Le forze tedesche di Hoth sfondarono il fronte sovietico e avanzarono rapidamente verso Voronež; dopo aver respinto con gravi perdite una serie di confusi contrattacchi delle numerose riserve corazzate sovietiche, le Panzer-Division di Hoth entrarono a Voronež il 6 luglio e conquistarono gran parte della città.
Hitler e l'alto comando tedesco preferirono non logorare le truppe corazzate in combattimenti prolungati a Voronež e quindi Hoth ricevette subito l'ordine di sganciarsi e marciare rapidamente verso sud-est lungo il corso del Don con gran parte della 4. Panzerarmee per chiudere una grande manovra di accerchiamento a Millerovo in cooperazione con la 6. Armee del generale Friedrich Paulus. La manovra terminò con scarsi risultati e Hoth quindi proseguì con una parte delle sue forze verso sud e attraversò il basso corso del Don a Cimljansk il 17 luglio. In seguito alla riorganizzazione dello schieramento tedesco disposta da Hitler a causa del rafforzamento delle difese sovietiche nell'ansa del fiume Don, Hoth venne assegnato il 30 luglio alle dipendenze del Gruppo d'armate B con l'incarico di deviare verso nord-est ed avanzare da sud in direzione di Stalingrado che era già sotto l'attacco delle forze del generale Paulus in marcia da ovest.
A partire dall'autunno partecipò agli scontri della Battaglia di Stalingrado, contribuendo, dopo lo sfondamento sovietico con l'Operazione Urano, a mantenere aperta la via di Rostov, per permetter in tal modo lo sganciamento dei reparti del Gruppo d'armate A di von Kleist.

### Vittorie e sconfitte sul fronte orientale
Nel 1943, in occasione dell'Operazione Zitadelle, Hoth, sempre al comando della 4. Panzerarmee, impegnato nel settore meridionale del saliente, riuscì ad ottenere soltanto successi limitati. Si distinse nuovamente nel successivo lento ripiegamento verso la linea del Dnepr (per il quale venne insignito delle Spade, il 15 settembre 1943), fino a quando, durante le prime fasi dell'offensiva invernale sovietica, venne rimosso dal comando, il 16 novembre 1943, entrando nella riserva ufficiali.
Trascorse quindi tranquillamente le ultime fasi del conflitto, venendo richiamato nell'aprile del 1945 per difendere la zona dell'Harz. Fatto prigioniero dagli Alleati, venne sottoposto a processo, e il 27 ottobre 1948 venne riconosciuto colpevole di crimini contro l'umanità e condannato a quindici anni di detenzione. Scontò in realtà solo sei anni; amnistiato nel 1954, lasciò il carcere e, ritiratosi a vita privata, si dedicò ad un'intensa attività editoriale. Morì a Goslar nel 1971.